# Nemo kapitány (szereplő)
Nemo kapitány Jules Verne francia író egyik leghíresebb hőse. Ő és hajója, a Nautilus a Nemo kapitány (1870) c. regényben jelenik meg először, és A rejtelmes sziget (1875) c. regényben hal meg. Nemo kapitány kitalált, fiktív hős.
Nemo kapitány alakja, ahogy hajója, a Nautilus is, önálló életre kelt a regény megszületése óta, jóval többen hallottak róla, ismerik, mint ahányan Verne regényeit olvasták. Ez, ahogy a számos feldolgozás is, annak köszönhető, hogy a Verne megalkotta alak számos vonzó tulajdonsággal rendelkezik: gazdag, a maga ura, rejtélyes múltú, technikai lángész.

## Élete
A rejtelmes sziget regényben maga Nemo meséli el életét, a következő összefoglaló az elmondottak rövidített változata. Verne az angolokkal szemben érzett minden ellenszenve megtestesül Nemóban, az önéletrajz erősen érzelemtől átitatott. Verne egyre inkább elítélte az angolok gyarmati tevékenységét, ugyanakkor a francia gyarmatosítást helyesnek vélte.
Nemo kapitány 1819-ben született Indiában. A független Bundelkund tartomány rádzsájának fia és Tippu Szahibnak, India szabadságharcos hősének unokaöccse volt, születésétől Dakkar hercege. Tippu Szahib korának kiemelkedő uralkodója volt. Bundelkund és Maiszúr 1800 kilométerre van egymástól.
1829-ben, tízéves korában atyja Európába küldte, hogy ott magas fokú oktatásban részesüljön. Abban bízott, hogy fia egyszer majd egyenlő fegyverekkel kelhessen harcra hazája elnyomói ellen. A kitűnő adottságokkal fölruházott, nagyszívű, erős egyéniségű, fényes szellemi képességű Dakkar herceg tízéves korától harmincéves koráig  tartózkodott külföldön, és sokoldalú, alapos műveltséget szerzett a különféle tudományágakban, az irodalomban és művészetekben. Dakkar herceg beutazta egész Európát.
Dakkar herceg Európa udvari köreiben szerezte tapasztalatait, de hindu maradt a szívében, hindu bosszúvágyában, hindu maradt abban a reménységében, hogy egy napon még kivívhatja hazája szabadságát, - kiűzheti a hódítókat, és megteremtheti a független Indiát. A herceg olyan uralkodónak a sarja volt, aki csak kényszerből, forma szerint vetette alá magát az Egyesült Királyság fennhatóságának, és Tippu Szahib családjából származván, a megtorlás és bosszú szellemében nevelkedett, szerette szülőföldjét.
Dakkar herceg 1849-ben tért vissza Bundelkundba. Előkelő indus leányt vett nőül, két gyermekük született.
1857-ben kitört a szipojlázadás. Dakkar herceg szervezte meg a fölkelést. Tehetségét és vagyonát az ügy szolgálatába állította. Az első sorokban küzdött, tízszer is megsebesült vagy húsz ütközetben. Az angolok vérdíjat tűztek ki a fejére. Apja, anyja, felesége, gyermekei életüket vesztették az angolokkal vívott küzdelemben. A szipojok lázadását leverték, országa az angol birodalom közvetlen uralma alá került.
Dakkar hercege visszavonult, maga köré gyűjtötte húsz-egynéhány leghívebb bajtársát, s egy napon valamennyien eltűntek Indiából. A Csendes-óceán egyik elhagyatott szigetén hajókészítő műhelyt építtetett, és ott tengeralattjárót állított össze saját tervei szerint. Dakkar minden kapcsolatot meg akart szakítani a világgal, tengeralattjáróját Nautilusnak nevezte el, önmagát pedig Nemo kapitánynak, és eltűnt a tenger mélyén.
A kapitány jó néhány esztendőn át járta a világtengereket, az Északi-sarktól a Déli-sarkig. A Vigo-öbölben 1702-ben milliós értékeket szállító spanyol gályák süllyedtek el, s e hajdan tengerbe veszett drágaságok most kincsek kimeríthetetlen bányájaként szolgáltak Nemo kapitánynak, aki zsákmányát a szabadságukért küzdő népek - mint például a krétaiak - érdekében használta föl, mindig névtelenül.
1866. november 6-án három férfit sodródott a hajójára, amikor Abraham Lincoln egyesült államokbeli hadihajó a Nautilus üldözése közben összeütközött a tengeralattjáróval. A férfiak a hajón szinte szabadon mozoghattak, de Nemo megtagadta, hogy elengedje őket. Húszezer mérföldes tenger alatti utazás során hét hónapon át bámulhatta a szemük elé táruló csodákat. A a három férfinak 1867. június 22-én sikerült megszöknie. Verne Nemo kapitány regényében egyikük, a tudós Pierre Aronnax az elbeszélő.
Nemo kapitány ezután még hosszú éveken át folytatta a tengerek alatti vándoréletet. Bajtársai azonban sorra meghaltak, a Nautilus elnéptelenedett, Nemo kapitány magára maradt. 1879-ben Nemo kapitány már hatvanéves volt. Nautilusát azonban egyedül is bekormányozta a Lincoln-sziget egyik, csak vízalatt megközelíthető öblébe.
1885-ben, hat éve már, hogy ebben a barlangban él a kapitány. Ekkor, 1865-ben, látja a Richmond ostromából menekülő Cyrus Smithék léggömbjének lezuhanását a Lincoln-szigeten. Az évszámok hibája Verne hibája.
A következő négy évben Nemo rejtőzködve segíti a telepeseket. Amikor halála közeledtét érzi, magához hívja őket. Arra kéri a hajótörötteket, hogy zárják le és süllyesszék el a Nautilust, a sírját. Mielőtt ezt megtennék a telepesek, Nemo figyelmezteti Smitht, hogy a sziget vulkánja kitörni készül. A vulkán 1869-ben ki is tör, elpusztítja a szigetet, megsemmisíti a Nautilust, csak egy, az óceánból kiemelkedő szikla marad a helyén. Smithék szerencsésen megmenekülnek.
Verne A gőzház regényének egyik cselekmény-szála az említett szipoj lázadás. Az ott szereplő Nana Sahib (1824–1857 eltűnt) valós történelmi személy volt, aki Nana Govind Dhondu Pant néven született és az 1857-es felkelésnek volt a vezetője. Nana Sahibnak nyoma veszett, hivatalosan soha nem azonosították holttestét. Nincs semmi bizonyíték arra, hogy Dakkar hercege Nana Sahib lenne, a valódi és kitalált személyek életútja nem találkozik, kivéve a valóban megtörtént szipojlázadást.

### A Nemo név eredete
Nemo kapitány tanult ember, aki valódi identitását az Odüsszeiában található Odüsszeusz és az egyszemű küklopsz, Polüphémosz összecsapására való utalás mögé rejti. A Nemo jelentése: senki.

„Mikor este megint hazatért a Küklópsz, s megint két embert evett meg vacsorára, Odüsszeusz részegítő borából kínálta. Ízlett a Küklópsznak, s aztán a nevét kérdezte, hogy vendégajándékkal tisztelje meg a borért. Odüsszeusz háromszor is töltött, s mikor már lerészegedett tőle a Küklópsz, így szólt hozzá:
- Küklópsz, a nevemet kérded? Hát én megmondom neked, csak te is add meg az ajándékot, amit ígértél. Senkise az én nevem.
Azt felelte a Küklópsz jó kedvvel:
- Senkise, utoljára foglak megenni a társaid közül, a többit mind előbb, íme ez az ajándékom.
Akkor már elvágódott hosszában, és részegen aludt. Odüsszeusz megtüzesítette az előkészített gerenda végét, társai tartották, s Odüsszeusz megforgatta az izzó fát a Küklópsz egyetlen kerek szemében. Csak úgy sistergett a gőz a Küklópsz szemöldöke alatt. Szörnyű fájdalmában irtózatosan ordított. Meghallották a többi Küklópszok, mindenfelől egybesereglettek, s bekiáltottak jajgató társukhoz:
- Mi bajod Polüphémosz, hogy ennyire ordítasz, és éjnek idején álmunkból is fölversz?
- Senkise bánt engem, Senkise bánt engem, ő öl meg a cselével - hallatszott a barlangból Polüphémosz válasza. S feleltek társai:
- Hát ha senki se bánt, hanem magad vagy, ne ordíts - s avval odébbálltak. Odüsszeusz pedig örült, hogy sikerült a csalafintasága.”

– Odüsszeusz kalandjai - Küklopsz

## Nemo leírása
... büszke tartású feje, hidegen csillogó, fekete szeme nagy önbizalomra, nyugodt mozdulatai hidegvérre, kemény, összevont szemöldöke erélyre, bátorságra vallott. S még hozzátenném: az ismeretlen férfi büszke ember benyomását tette rám. Kemény, nyugodt tekintetéből értelem és tisztaság sugárzott, s az egész ember, arckifejezése, taglejtése őszintének tűnt.
Termete magas, homloka domború, orra egyenes, szája határozott vonalú; gyönyörű, egészséges a fogsora, hosszú, keskeny keze roppant kifejező. Arcának volt egy feltűnő jellegzetessége: szemei kissé távol állottak egymástól, s így a látóhatár negyedrészét egyetlen pillantással áttekinthette. Ehhez a különös adottsághoz bámulatos éleslátás járult. S milyen volt a tekintete! Ha rászegezte valamire a tekintetét, szemöldökét összevonta, összehúzott szemhéja teljesen körülvette a szembogarát, s akkor nézett, nézett, s szeme felnagyította a távolság által kicsinyre zsugorodott tárgyakat! S hogy bele tudott nézni az ember lelkébe! Hogy hatolt bele ez a tekintet a sötét tengervízbe, mi mindent látott meg az óceán fenekén!...
A két idegen lábán erős, vízhatlan fókabőr csizma volt. Öltözetük valami különös szövetből készült, laza, bő szabása teljesen szabad mozgást engedett.
Uraim, én franciául, angolul, németül és latinul is beszélek.

## Nemo magáról

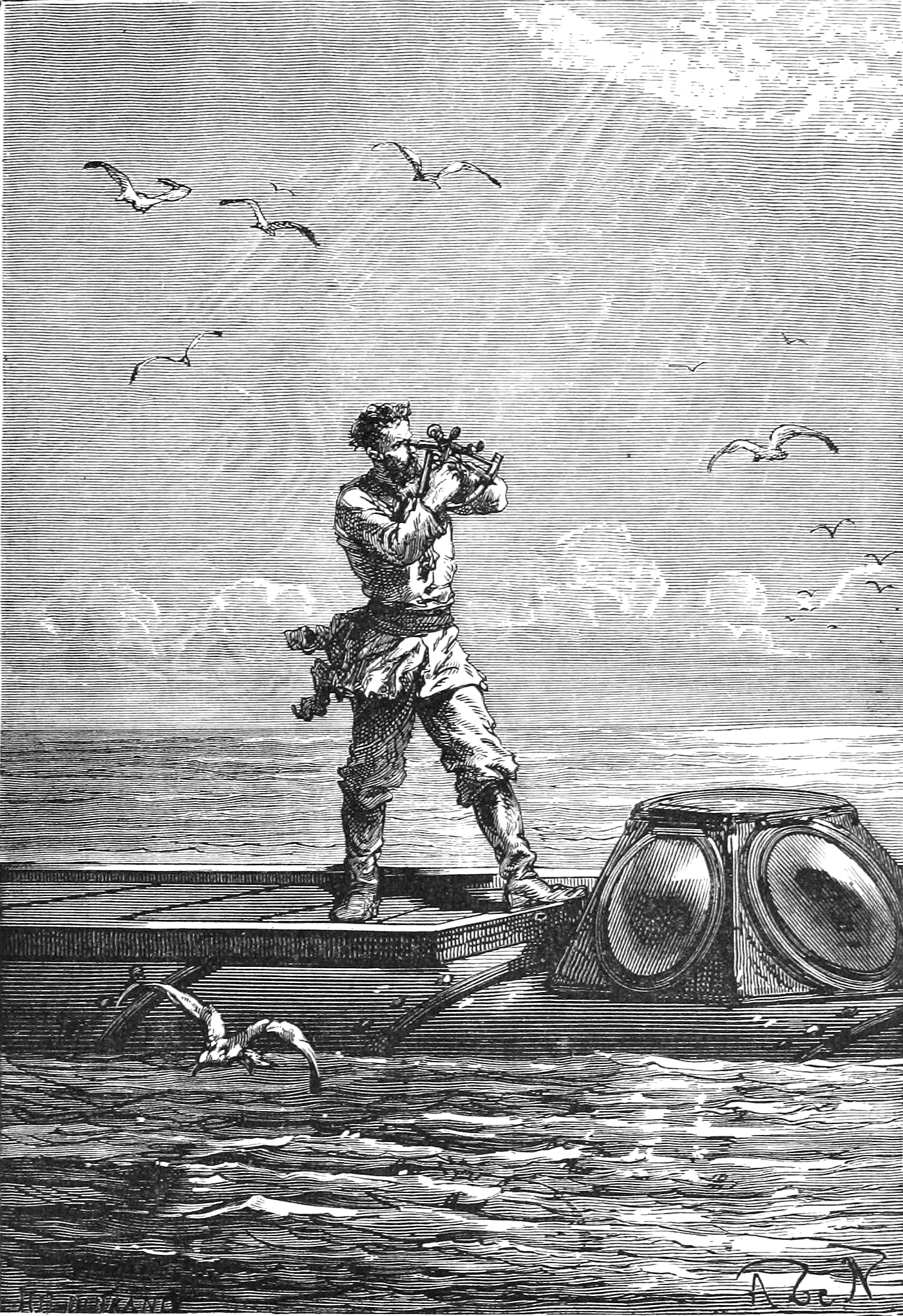
Kezében szextanssal teljes pontossággal felvette a helyzetet.

- Szeretem a tengert! A tenger a mindenség! A föld felületének héttizedét tenger borítja. A tenger felett tiszta és éltető a szél. A tenger végtelen magányában az ember soha sincs egyedül, mert milliónyi élet rezdülését érzi maga körül. A tenger a lét csodálatos, kiapadhatatlan gazdagságát hordja méhében: csupa mozgás és szeretet. Az élő végtelenség, ahogyan az önök nagy költője mondotta. ... A tengerben van a természet hatalmas nagy élettani tartaléka. Földünk, hogy úgy mondjam, a tengerből keletkezett, s ki tudja, talán ott is végződik az élete! Mélyén tökéletes nyugalom honol. A zsarnokok a tengert nem hajthatják uralmuk alá. Felszínén ma még folytathatják jogellenes üzelmeiket, háborúskodhatnak, felfalhatják egymást, kihurcolhatják a víz színére a föld minden borzalmát. De harminc lábbal a tenger színe alatt hatalmuk véget ér, befolyásuk semmivé lesz, erejük összeomlik! Ó, professzor úr, a tenger ölén érdemes csak élni! A tenger ölén van csak igazi függetlenség! A tengerfenéken nincsenek urak és hatalmasok! A tenger alatt én szabad vagyok![13]
- Én nem számítom magam azok közé, akiket ön művelt embereknek nevez, professzor úr! - tiltakozott élénken a parancsnok. - Én szakítottam az egész társadalommal, mégpedig olyan okokból, amelyek egyes-egyedül énreám tartoznak. Én nem vetem alá magam a társadalmi szabályoknak, és felhívom önt, hogy azokra előttem soha ne is hivatkozzék.[13]
- Nemo kapitány állításával ellentétben nem közömbös sem az egyén, sem a közösség sorsa iránt. Egy epizódban Nemo megment egy cápai támadástól egy kelet-indiai gyöngybúvárat. De mit gondolhatott akkor a szegény halász, midőn a kapitány ruhája zsebéből kihúzott egy zacskó gyöngyöt, s a halász kezébe nyomta? A szegény ceyloni indus reszkető kézzel vette el a vízi ember nagylelkű ajándékát.[14] Nemo meg is indokolja cselekedetét: Az az indus, professzor úr, az elnyomottak országából való, s én az elnyomottak oldalán állok. Minden elnyomott a testvérem volt, s az is marad, az utolsó leheletemig![14]

## Nemo kapitány képeken
A képeket Édouard Riou rajzolta

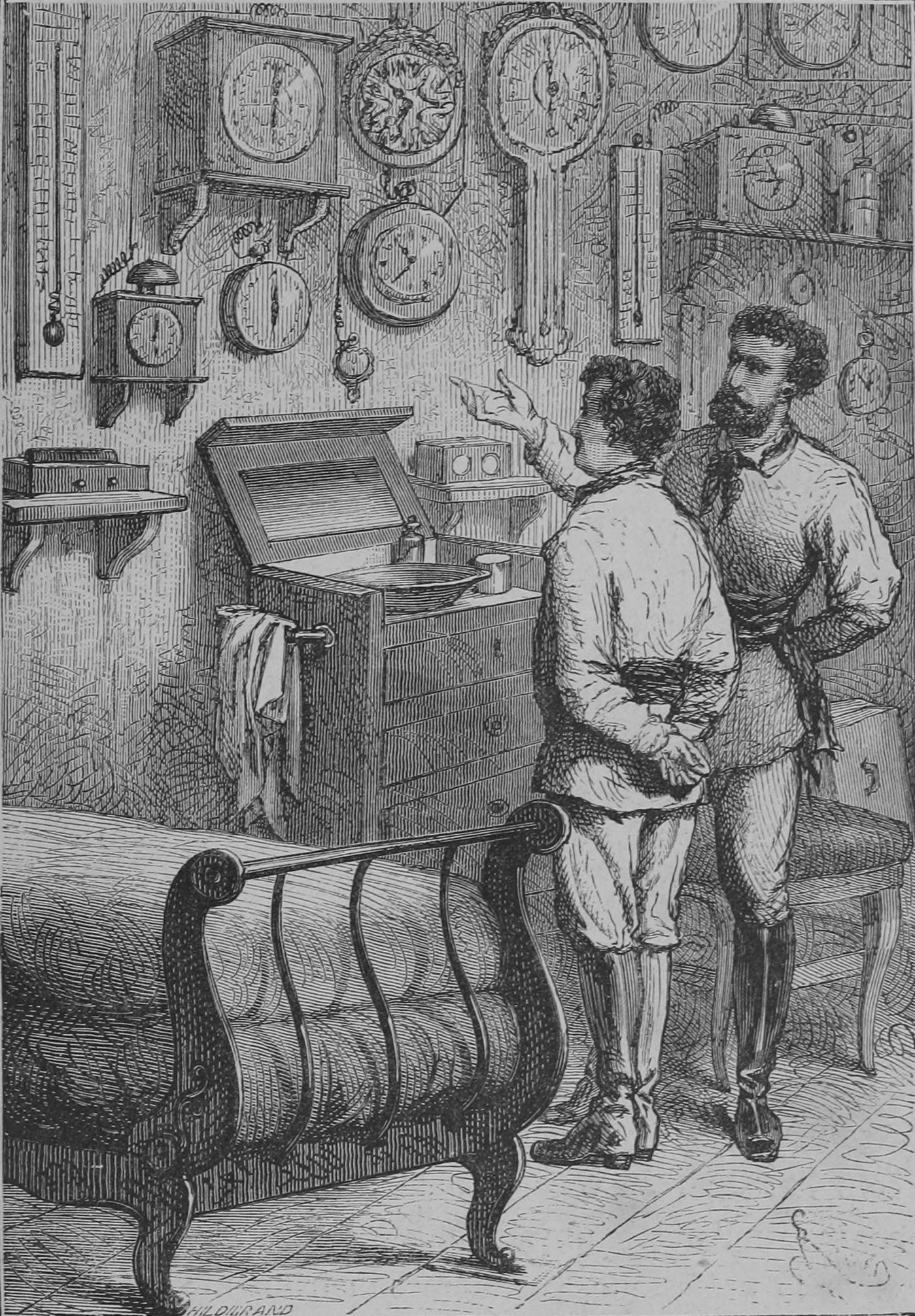
Nemo kapitány (j) háló– és dolgozó-szobája.
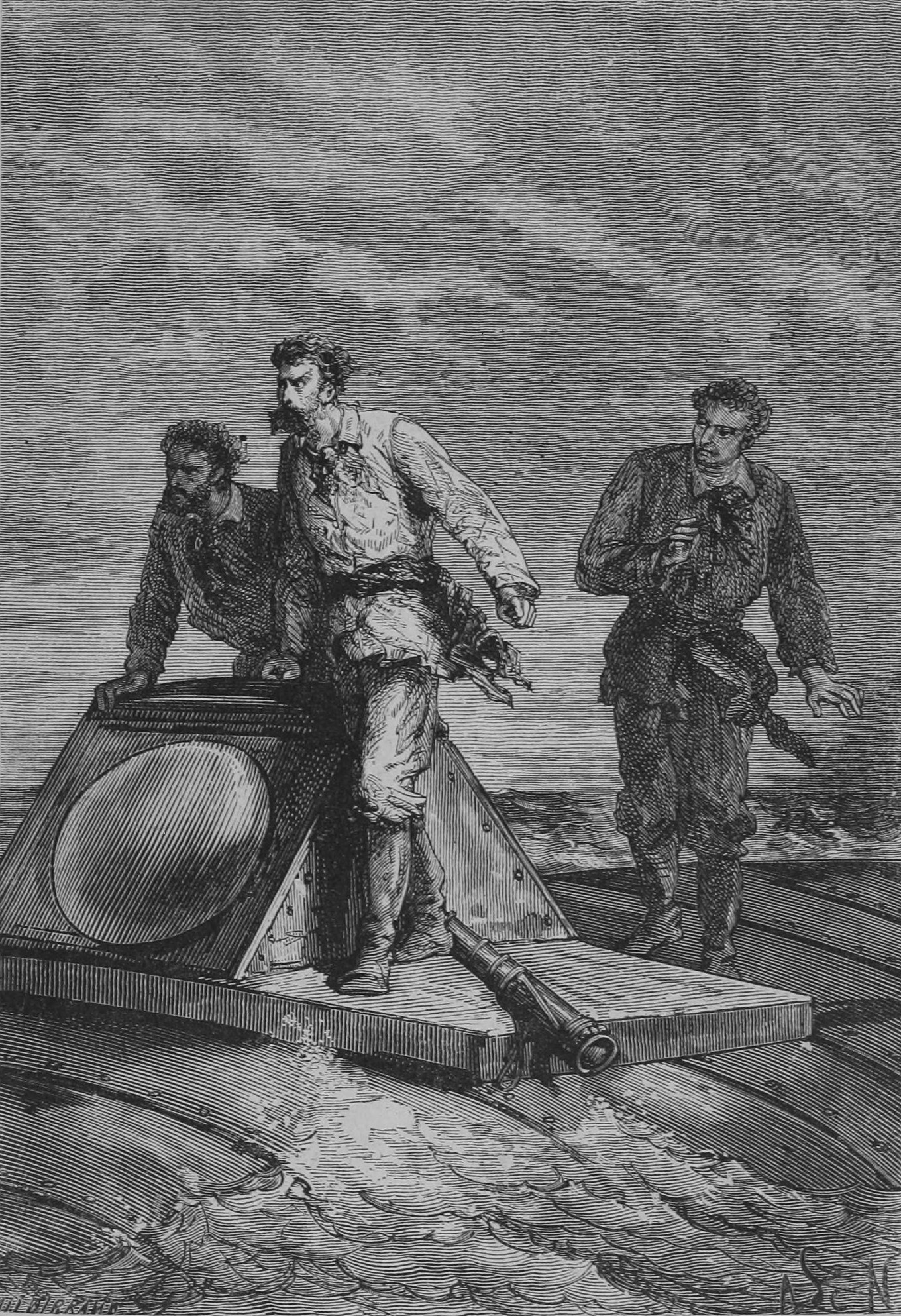
A Nautilus kapitánya érdekes észleleteket tett. Nemo kapitány (k)
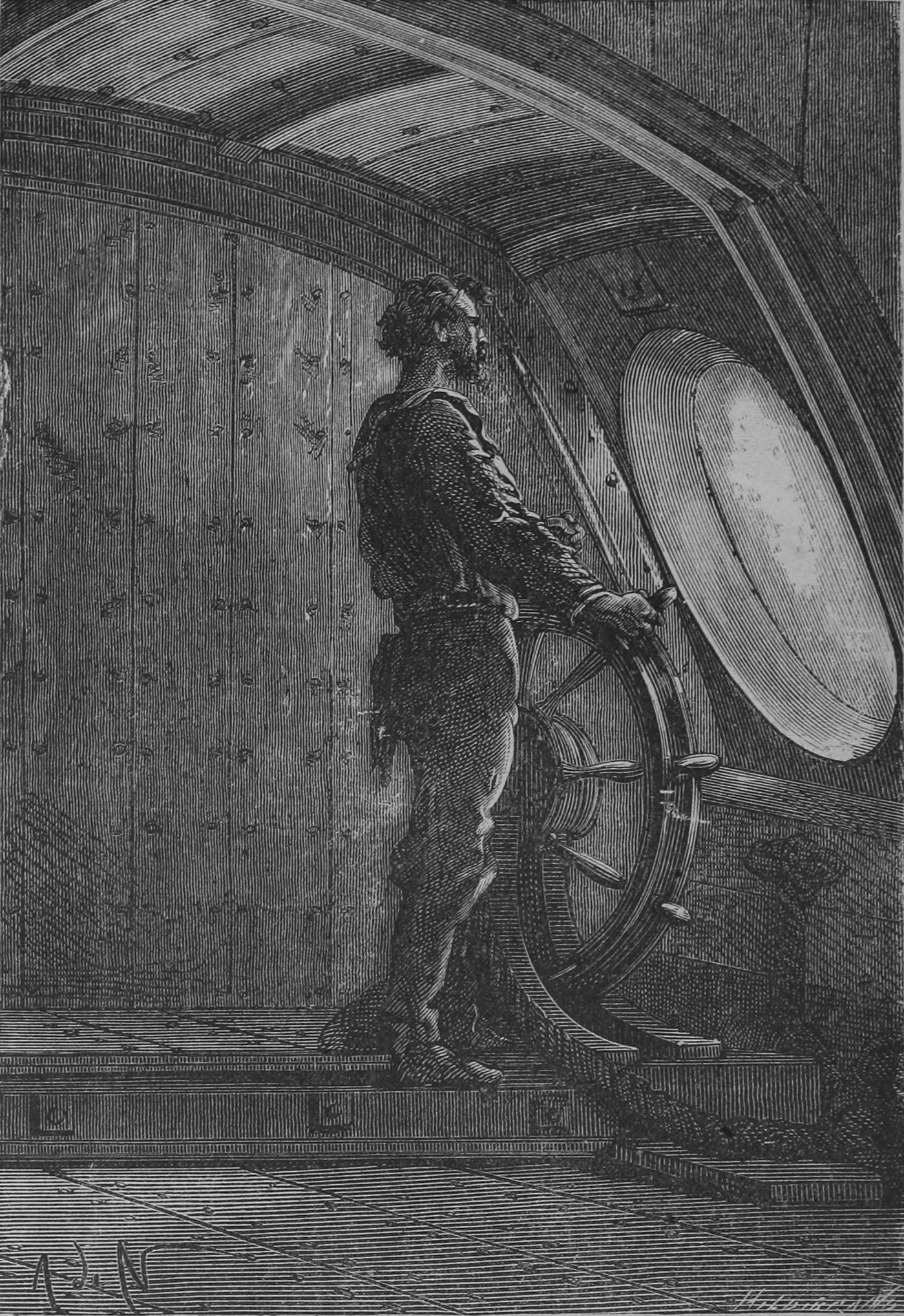
Nemo kapitány maga állott a kormánykerékhez.
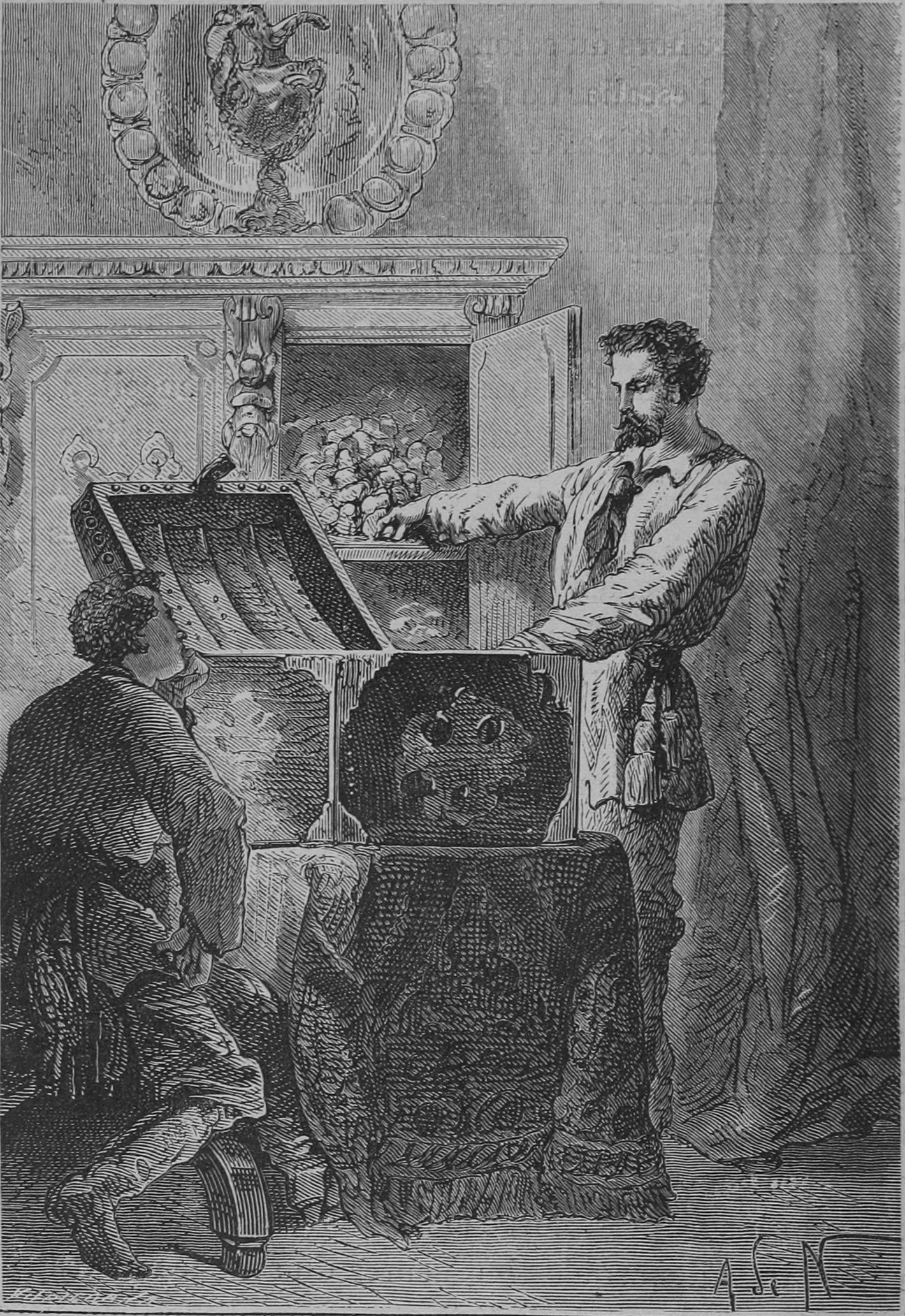
A szekrény aranyrudakkal volt tele. Nemo kapitány (j)
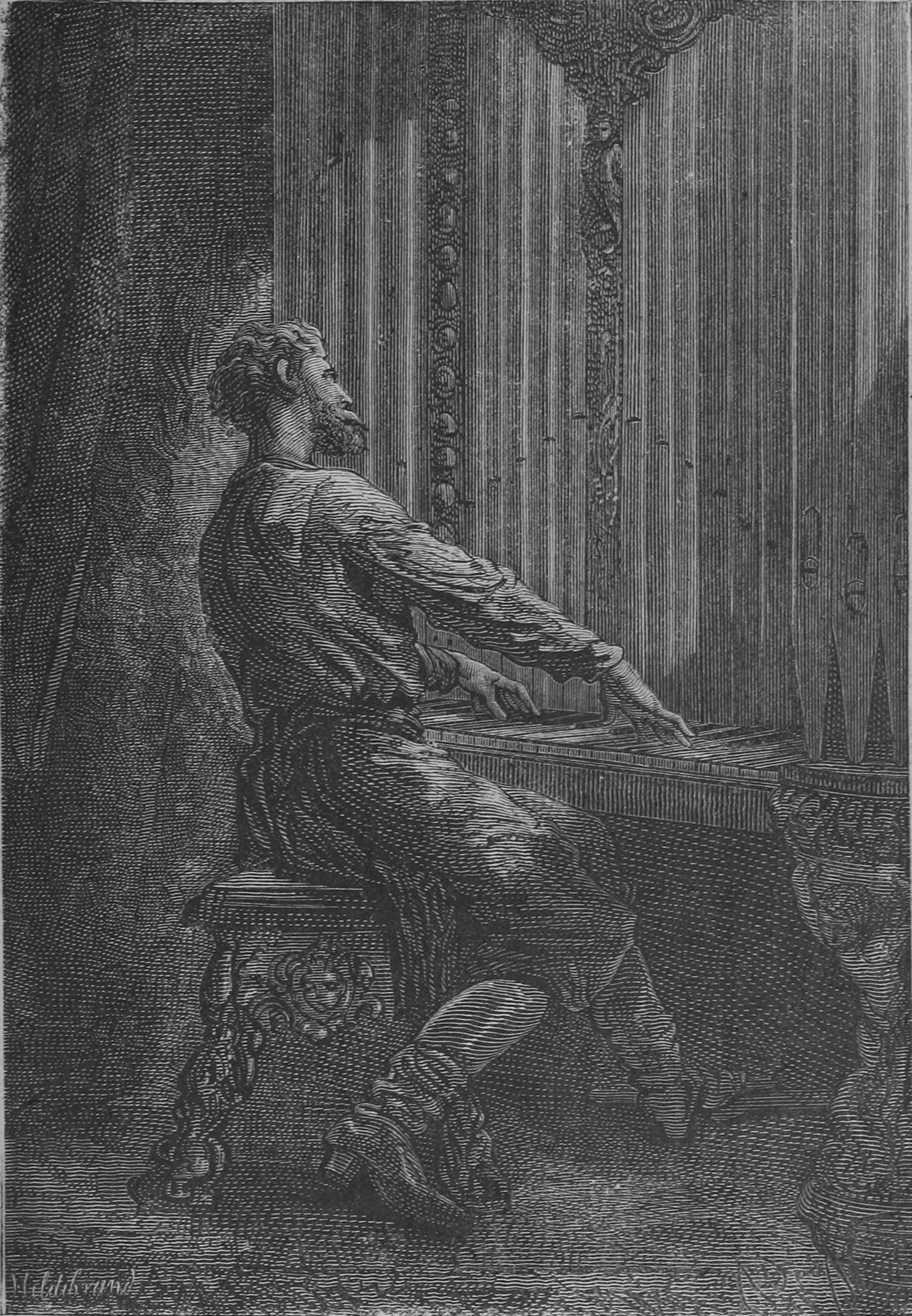
Néha-néha megzendült szobájában az orgona hangja.
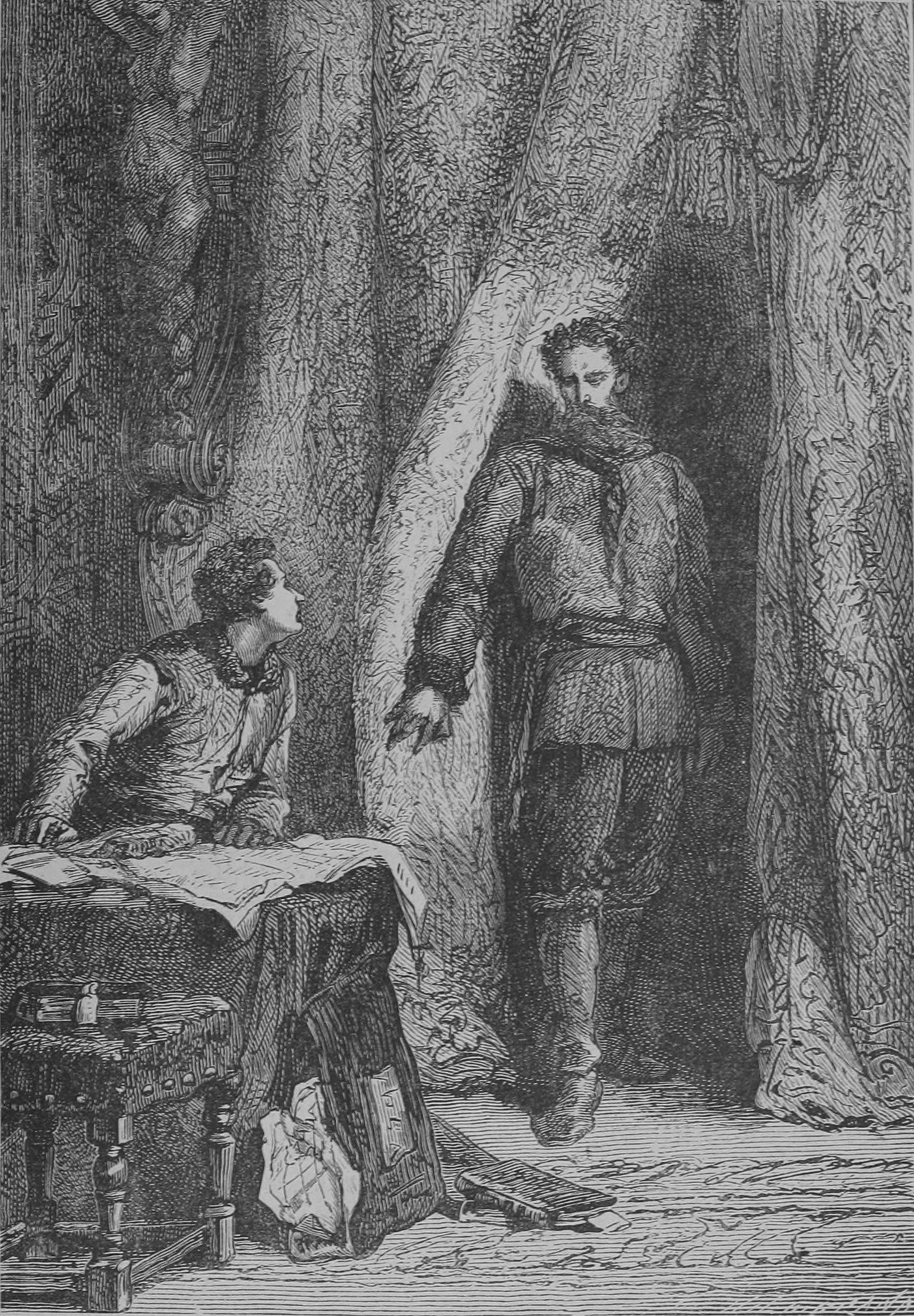
.. ön ma még az én ellenvetésemet is megcáfolja... Nemo kapitány (j)
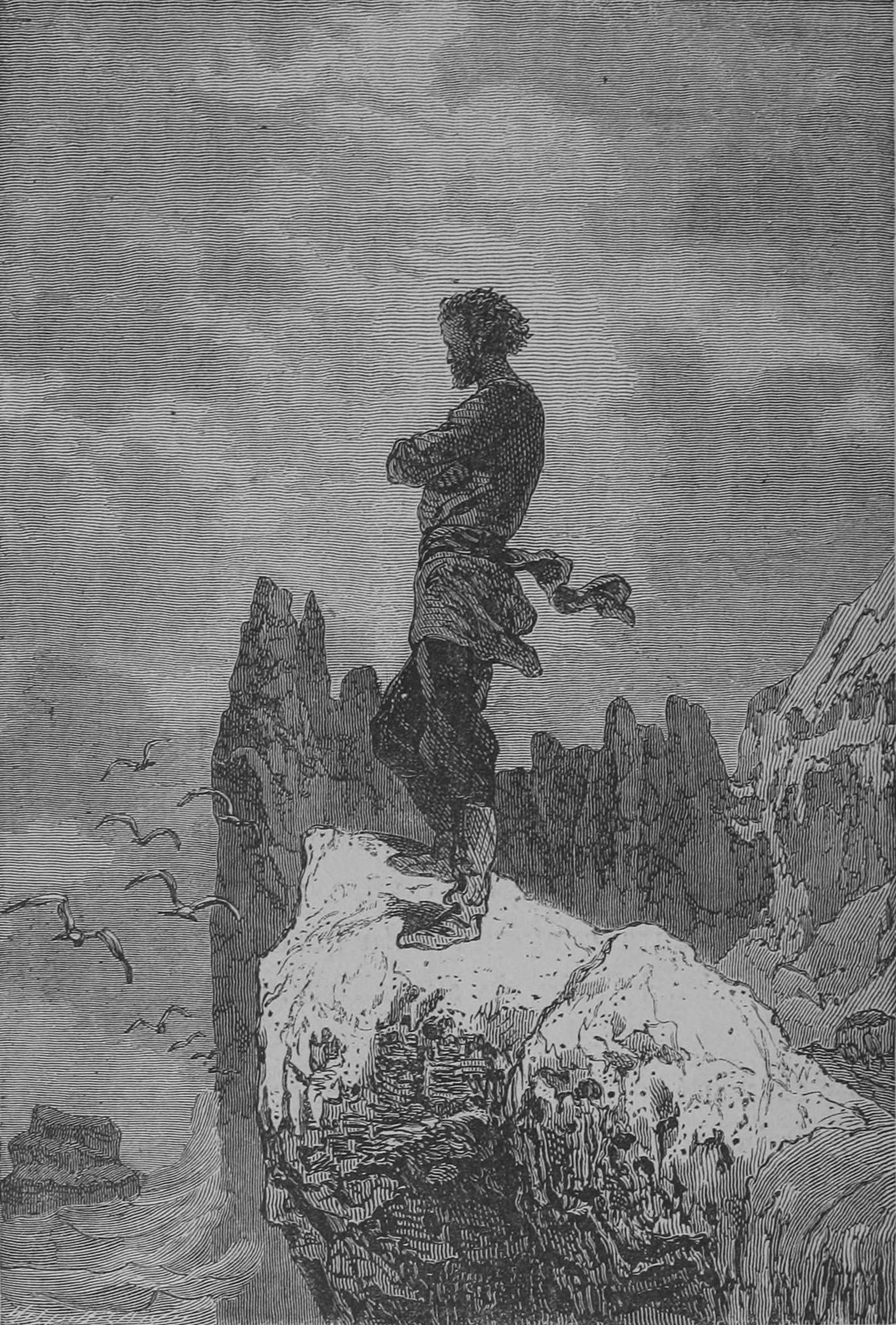
Ott keresztbe fonva karjait.
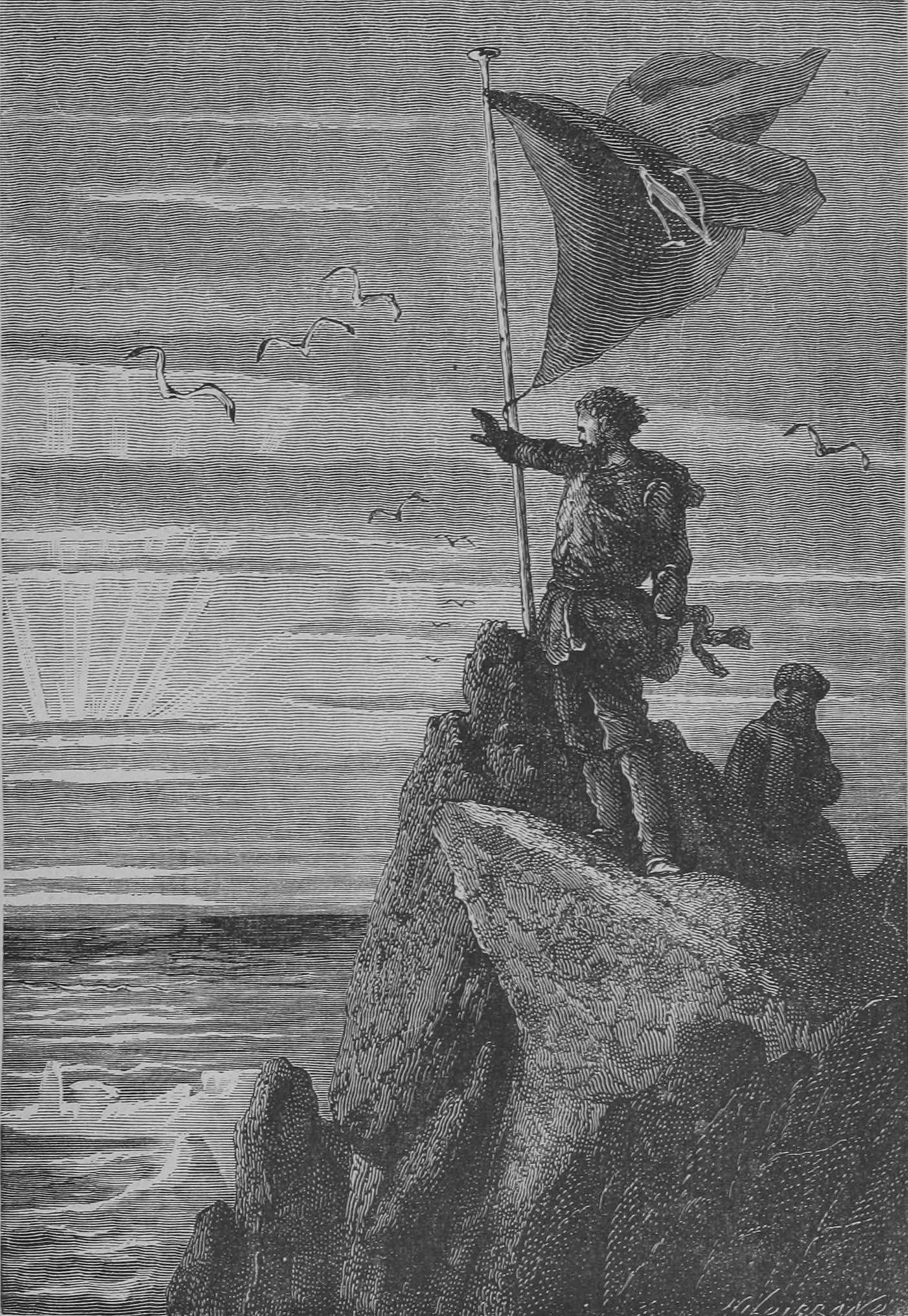
Isten veled, Nap!
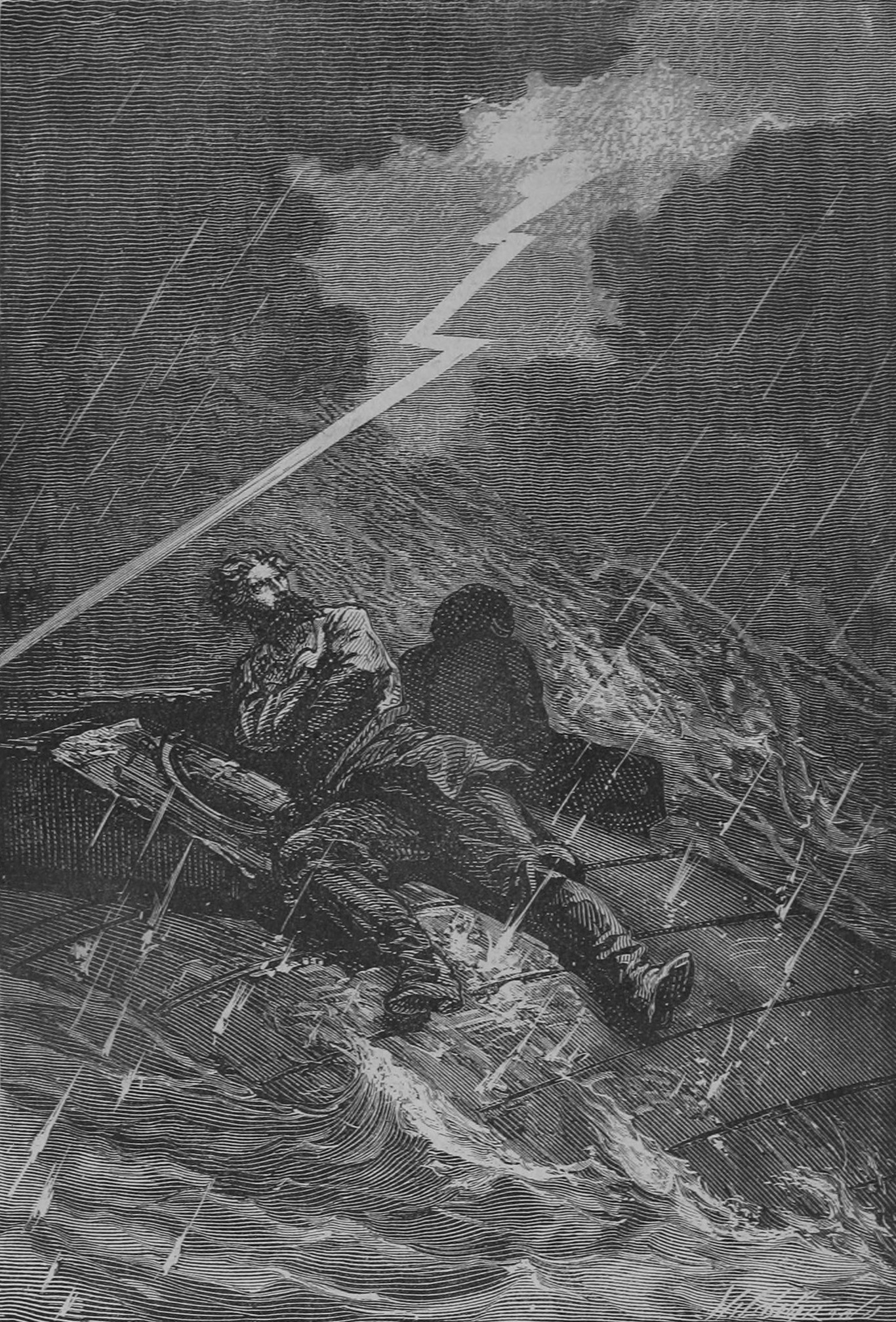
Nemo kapitány nem távozott a fedélzetről.
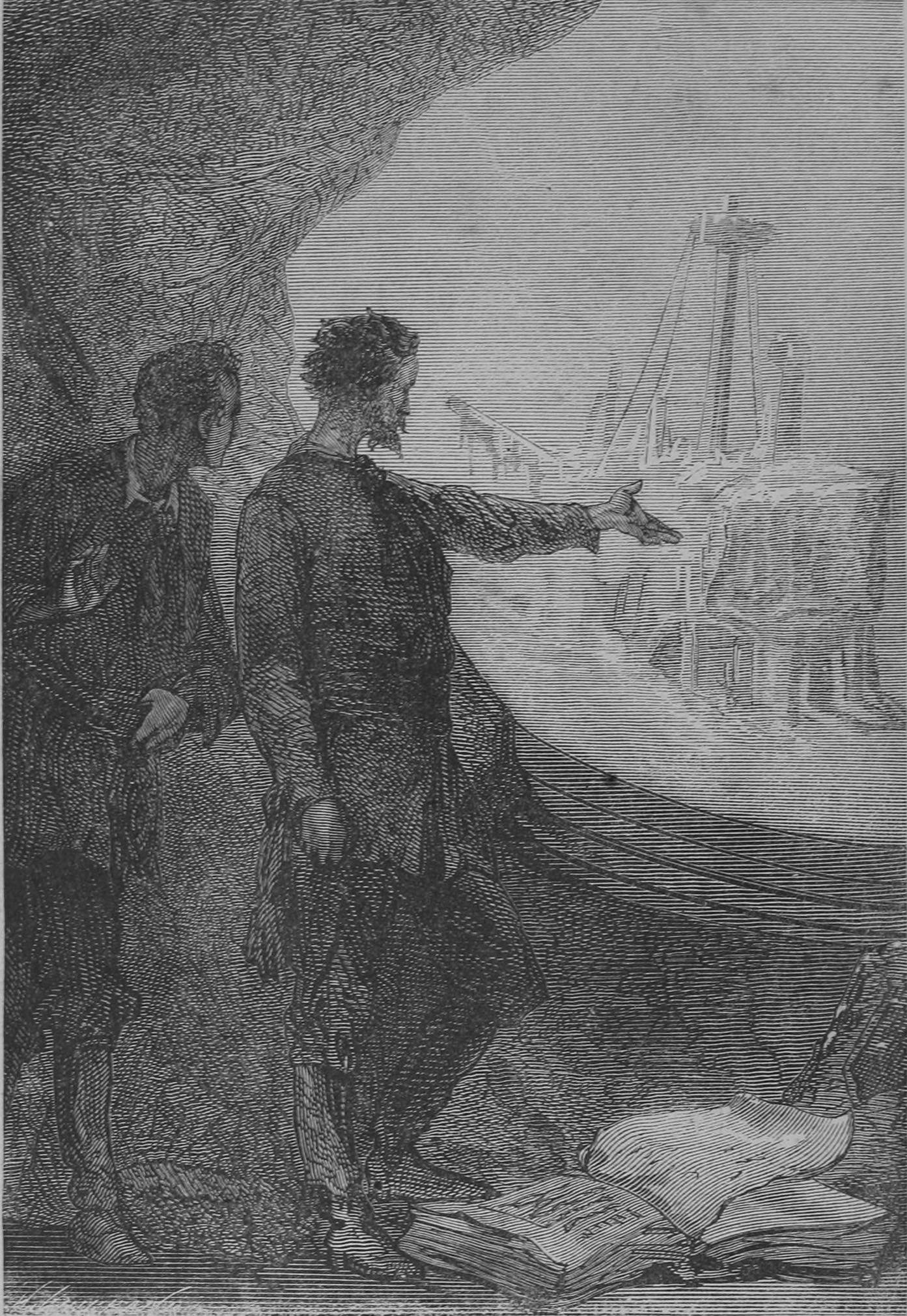
- Úgy van uram! A Bosszúálló[15]... Nemo kapitány (j)
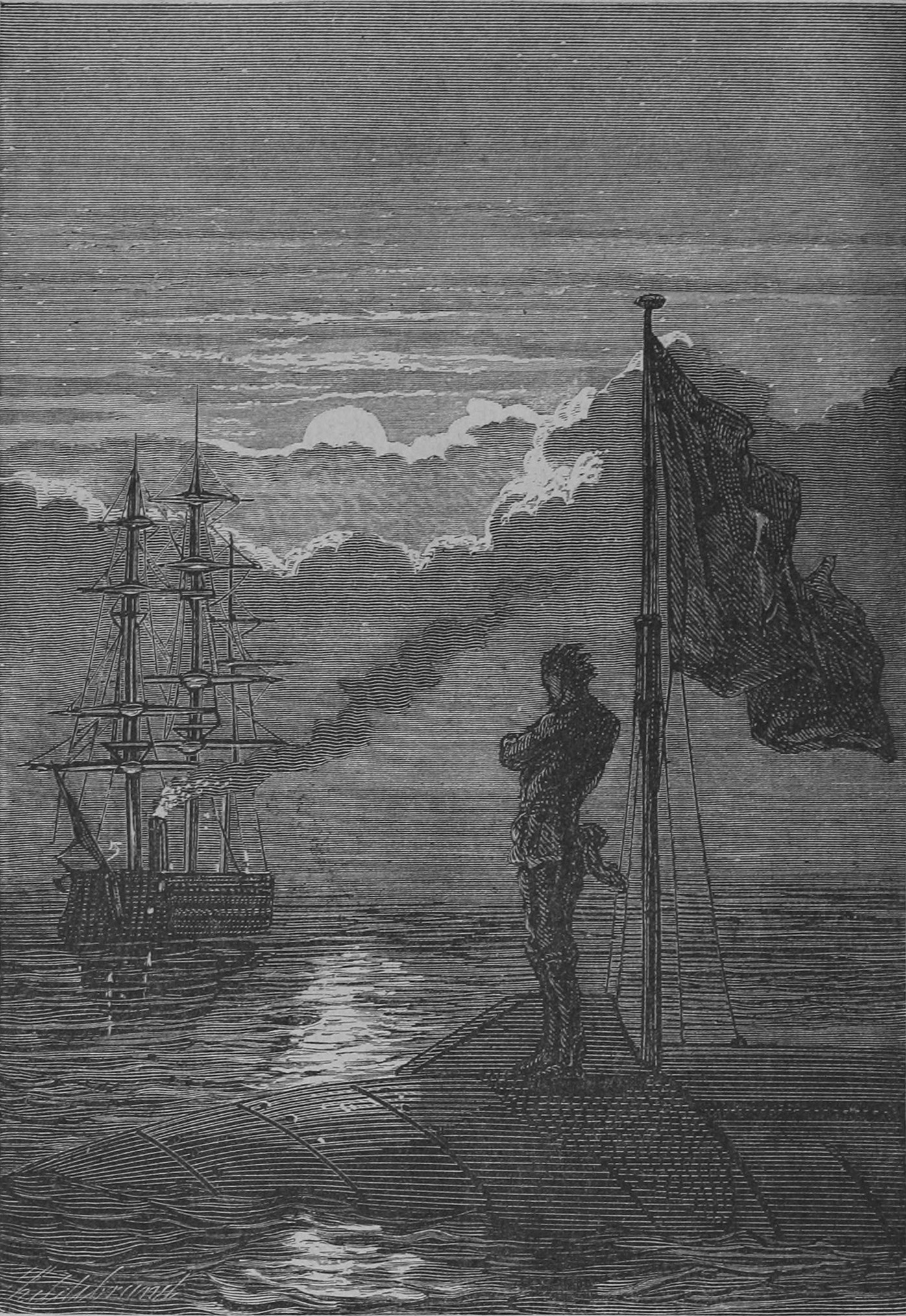
[4]
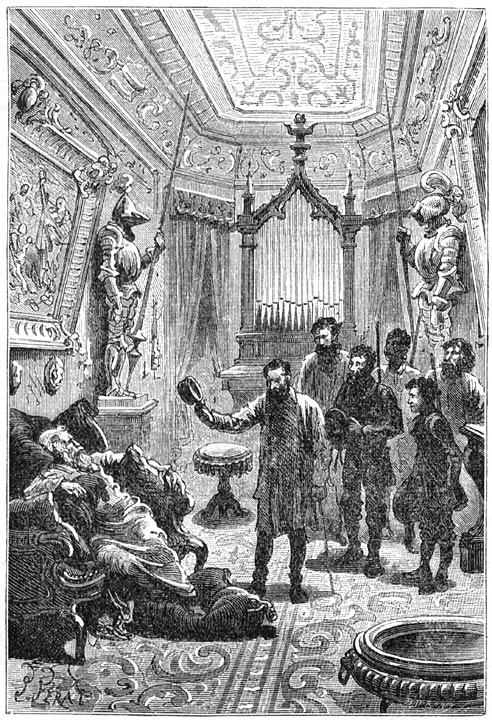
Nemo kapitány! Ön hívott: itt vagyunk! Nemo (b)
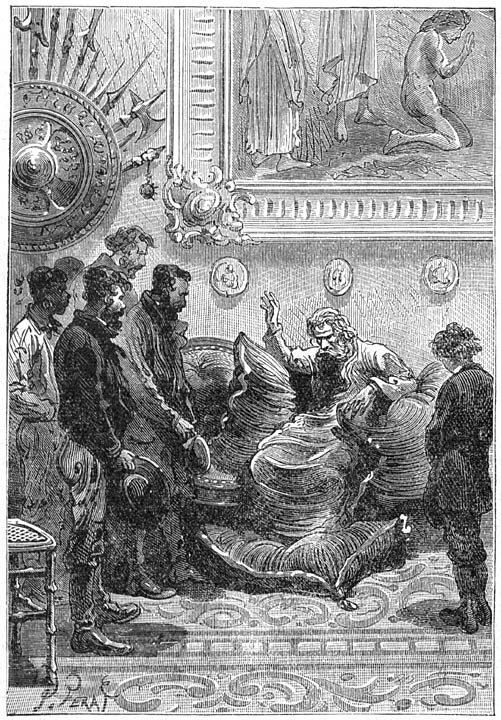
Harbert a kapitány felé közeledett. Nemo (j2)
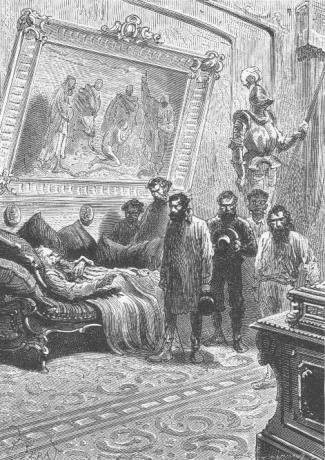
Fektéből nem bírt már fölemelkedni. Nemo (b)
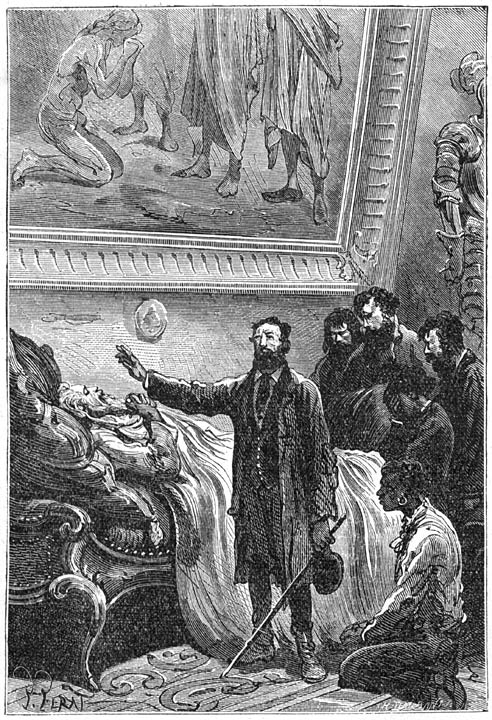
"Isten vegye magához lelkét!" Nemo (b)